# Hylomys vorax
Hylomys vorax ist eine Art der Kleinen Rattenigel innerhalb der Igel (Erinaceidae). Sie kommt in Südostasien vor und ist dort lediglich am Gunung Leuser im Norden der indonesischen Insel Sumatra verbreitet. Dort leben die Tiere in feuchten Waldgebieten in mittleren bis höheren Berglagen. Es handelt sich um einen mittelgroßen Vertreter der Kleinen Rattenigel, der wie alle anderen Angehörigen der Gattung ein spitzmausartiges äußeres Erscheinungsbild zeigt. Das Fell ist dunkelbraun gefärbt, abweichend von anderen Gattungsmitgliedern weist der Schwanz eine einfarbige Tönung auf. Die Lebensweise ist nur ungenügend erforscht, vermutlich ernähren sich die Tiere von Regenwürmern. Lange Zeit galt die Population vom Gunung Leuser dem Kurzschwanz-Rattenigel zugehörig. Eine Revision der Kleinen Rattenigel aus dem Jahr 2023 führte zur Anerkennung des Bestandes des Bergmassivs als eigenständige Art. Über ihre Gefährdung liegen kaum Informationen vor. Der Lebensraum der Tiere ist durch einen Nationalpark geschützt, er unterliegt aber teilweise der Waldrodung.

## Merkmale

### Habitus
Hylomys vorax ist ein mittelgroßer Vertreter der Kleinen Rattenigel. Nach Untersuchung von etwas mehr als einem halben Dutzend Individuen erreichen die Tiere eine Gesamtlänge von 13,9 bis 15,0 cm. Die Kopf-Rumpf-Länge beträgt hierbei 11,7 bis 12,8 cm. Der vergleichsweise lange Schwanz misst 2,1 bis 2,2 cm und nimmt damit rund 17,5 % der Länge des restlichen Körpers ein. Das Körpergewicht variiert von 39,6 bis 53,8 g. Im Vergleich zur nahe verwandten Art Hylomys maxi ist Hylomys vorax etwas kleiner. Wie alle Kleinen Rattenigel ähneln die Tiere äußerlich den Spitzmäusen. Das Fell weist einen dunkelbraunen Farbton auf und hat eine weiche Textur, im Unterschied zu dem etwas steiferen Fell bei Hylomys maxi. Die Unterseite ist etwa heller getönt. Die einzelnen Haare bestehen zumeist aus einem dunkelgrauen Schaft und einer lederfarbenen Spitze, sie sind rund 6 bis 8 mm lang. Im Bereich der Lende treten ockerfarbene Flecken auf. Der Schwanz ist spärlich behaart und einfarbig, aber häufig etwas dunkler als das Rückenfell. Die monochrome Farbgebung setzt Hylomys vorax von den anderen Angehörigen der Kleinen Rattenigel ab, deren Schwänze oft zweifarbig koloriert sind. An der Kehle wiederum kommen gelblichbraune Einsprengsel vor. Sie sind aber eher unauffällig und häufig nur bei weiblichen Individuen zu beobachten. Die Ohren werden 1,8 bis 2,0 cm lang. Die Hinterfüße, die etwas heller als der Rücken getönt sind, haben einschließlich der Krallen eine Länge von 2,6 bis 2,8 cm.

### Schädel- und Gebissmerkmale
Die größte Schädellänge reicht von 33,4 bis 36,3 mm. Im Bereich des Hirnschädels beträgt die Breite 14,5 bis 15,1 mm und die Höhe 8,9 bis 9,5 mm. Insgesamt wirkt der Schädel schmal und grazil. Das Rostrum erstreckt sich über eine Länge von 15,2 bis 17,3 mm und wird am Ansatz 4,5 bis 5,0 mm breit. Auffallend ist der spitze Winkel, mit dem die vorderen Enden des Mittelkieferknochens aufeinandertreffen. Die Nasenbeine sind stark gestreckt und beanspruchen mehr als ein Drittel der gesamten Schädellänge, während es bei Hylomys maxi weniger als ein Drittel sind. Ebenfalls im Unterschied zu Hylomys maxi fehlt bei Hylomys vorax ein auffallender Wulst am Hinterhauptsbein oder ist nur schwach ausgebildet. Der Unterkiefer wird 23,0 bis 25,6 mm lang. Er ist generell fein gestaltet mit einem niedrigen Kronenfortsatz und einem kurzen Winkelfortsatz.
Das Gebiss besteht aus 44 Zähnen und besitzt dadurch die ursprüngliche Anzahl an Zähnen der Höheren Säugetiere. Die Zahnformel lautet demgemäß: {\displaystyle {\frac {3.1.4.3}{3.1.4.3}}}. Im Allgemeinen sind die Zähne bei Hylomys vorax klein gestaltet, die Schneidezähne, der Eckzahn und die Prämolaren stehen nicht geschlossen. Der innere obere Schneidezahn ragt schräg nach vorn. Er ist vergrößert, aber nicht so deutlich wie bei Hylomys maxi. Die Kronenhöhe liegt bei 2,2 bis 2,6 mm. Im Oberkiefer sind der erste und dritte Prämolar etwa gleich groß. Am vierten Prämolar, der wie bei allen Kleinen Rattenigeln den Molaren (molariform) gleicht, fehlt ein wangenseitiges Cingulum, ein niedrig liegender Zahnschmelzwulst, der bei Hylomys maxi wiederum vorkommt. Bei den unteren Prämolaren überragt der dritte Prämolar die beiden vorderen, während der erste größer als der zweite ist. Die obere Zahnreihe misst 16,7 bis 18,1 mm in der Länge, die untere 16,6 bis 17,7 mm.

## Verbreitung und Lebensraum
Hylomys vorax kommt in Südostasien vor. Das Verbreitungsgebiet beschränkt sich auf den Gunung Leuser im Norden der zu Indonesien gehörenden Insel Sumatra. Die bekannte Höhenverbreitung reicht von 2073 bis 2835 m über dem Meeresspiegel mit einer Häufung bis in rund 2408 m. In tieferen Lagen tritt dann weitgehend Hylomys maxi auf, allerdings ist die untere Höhengrenze für Hylomys vorax nicht eindeutig bekannt. Ebenfalls ungeklärt verbleibt vorläufig die Frage, ob die Art auch das angrenzende Gayo-Hochland besiedelt. Die Tiere nutzen vor allem feuchte, mit Moosen bewachsene Wälder als Lebensraum, können in höheren Berglagen aber auch in offeneren Gebieten beobachtet werden. Die meisten Individuen wurden bisher unter moosbewachsenen Baumstämmen, an Baumwurzeln oder in dichten Grasflächen gesichtet.

## Lebensweise
Die Lebensweise von Hylomys vorax ist nur wenig erforscht. Vereinzelt analysierte Mageninhalte bestanden vorwiegend aus zerkauten Teilen von Regenwürmern. Gelegentlich wurden ausgewachsene Weibchen mit juvenilen Männchen beobachtet, was eventuell auf elterliche Fürsorge oder temporäre Überschneidung der Territorien hindeutet. Ausgewachsene Tiere verströmen mitunter einen Duft, der an Schweine erinnert, von Jungtieren wurde dies bisher nicht dokumentiert ist.

## Systematik
Hylomys vorax ist eine Art aus der Gattung der Kleinen Rattenigel (Hylomys), zu der insgesamt sieben Vertreter gerechnet werden. Die Gattung wiederum gehört zur Familie der Igel (Erinaceidae). Innerhalb dieser steht sie in der Unterfamilie der Rattenigel (Galericinae). Die Rattenigel charakterisieren sich gegenüber den Stacheligeln (Erinaceinae) durch ein weicheres Fell sowie durch ein eher spitzmausartiges äußeres Erscheinungsbild. Die Kleinen Rattenigel vereinen hierbei kleinere Angehörige der Rattenigel, für die ein bräunliches Fell von borstiger bis moderat weicher Struktur typisch ist. Nach molekulargenetischen Analysen trennten sich die beiden Unterfamilien bereits im Unteren Eozän vor rund 53 Millionen Jahren voneinander ab. Die Rattenigel diversifizierten sich ab dem Oberen Eozän vor etwa 37 Millionen Jahren stärker. Hierbei formte sich die Linie der Kleinen Rattenigel im ausgehenden Unteren Miozän vor etwa 16,8 Millionen Jahren heraus, eine Aufspaltung setzte hingegen erst im ausgehenden Oberen Miozän vor 7,8 Millionen Jahren ein. Der nächste Verwandte von Hylomys vorax stellt Hylomys maxi dar. In ein engeres Beziehungsumfeld gehört zudem der Zwergrattenigel (Hylomys parvus). Alle drei Formen sind auf Sumatra präsent. Sie separierten sich im Übergang vom Miozän zum Pliozän vor 5,9 bis 4,3 Millionen Jahren.
In der Vergangenheit wurden die Tiere vom Gunung Leuser zumeist dem Kurzschwanz-Rattenigel (Hylomys suillus) zugesprochen. Dieser sollte nach damaliger Meinung weit über die südostasiatische Inselwelt sowie auf der Malaiischen Halbinsel verbreitet sein. In dieser Auffassung galt die Population von Sumatra, ausgeschlossen der Zwergrattenigel, als der Unterart H. s. maxi zugehörig, was unter anderem auch im achten Band des Standardwerks Handbook of the Mammals of the World aus dem Jahr 2018 noch vertreten wurde. Im Jahr 2023 erfolgte eine Revision der Gattung der Kleinen Rattenigel. Dadurch konnte sowohl auf genetischem wie auch auf morphologischem Weg die Eigenständigkeit einzelner Formen herausgearbeitet werden. Sie bestätigten zudem bereits einige in den 1990er Jahren getroffene Aussagen zu den Verwandtschaftsverhältnissen der Kleinen Rattenigel. Im Zuge der Revision wurden die Tiere vom Gunung Leuser auf Artniveau gehoben und wissenschaftlich unter der Bezeichnung Hylomys vorax erstbeschrieben. Den Holotyp bildet ein männliches Individuum. Dieses war bereits 1939 von Frederick A. Ulmer Jr. aufgesammelt worden. Die Typusfundstelle findet sich mit dem Mt. Leuser trail in einer Höhenlage von rund 2408 m über dem Meeresspiegel. Das Artepitheton vorax stammt aus dem Lateinischen und bedeutet so viel wie „unersättlich“ oder „gefräßig“. Es bezieht sich auf die Feldnotizen von Ulmer, der die Tiere als ... voracious beasts often devouring the whole bait before springing the trap beschrieb („… unersättliche Tiere, die oft den ganzen Köder verschlingen, bevor sie die Falle auslösen“).

## Bedrohung und Schutz
Momentan wird Hylomys vorax nicht von der IUCN erfasst. Die Art ist im Nationalpark Gunung Leuser im Norden der Insel Sumatra präsent. Das Gebiet unterliegt nationalem Schutz, ist aber dennoch von Waldrodungen betroffen. So sind zwischen den Jahren 2012 und 2017 rund 80 km² Primärwald verschwunden. Zum Teil wurde dies durch das Anlegen von Ölpalmenplatagen und landwirtschaftlichen Nutzflächen sowie durch Brände verursacht. Einen Einfluss auf die Landschaft hat auch der illegale Wegebau, der zu einer zusätzlichen Fragmentierung führt. Zudem könnte die Fertigstellung des Trans-Sumatra-Highways die Außenbereiche des Schutzgebietes stärker in Mitleidenschaft ziehen. Einen weiteren Faktor stellt der globale Klimawandel dar, der das gesamte Ökosystem des Nationalparks beeinträchtigen könnte.